# 王恕 (高麗)
襄陽公王恕（양양공 왕서，？—1212年），是高麗第二十任君主神宗王晫第二子，第二十一任君主熙宗王韺之弟。同時，他也是第三十四任君主恭讓王王瑤的六世祖。

## 生平
王恕母親是宣靖太后金氏，早年事蹟失載，神宗三年（1200年）時父親神宗冊封他為德陽侯（韓語：덕양후），四年後神宗在他的宅邸中去世，熙宗年間昇為襄陽公。
熙宗七年（1211年）十二月權臣崔忠獻廢熙宗，立漢南公王祦為王，他也受牽連而被流放到喬桐縣，何時去世則不詳。
王恕有四子一女，分別是王瑋、王㻂、始安公王絪、永安公王僖和金敉（韓語：김미）之妻，而始安公王絪就是恭讓王的五世祖。